# Тореон
Тореон (шп. Torreón) је град у Мексику у савезној држави Коавила. Према процени из 2005. у граду је живело 548.723 становника.

## Становништво
Према подацима са пописа становништва из 2010. године, град је имао 608.836 становника.
| 1990.   | 1995.   | 2000.   | 2005.   | 2010.   |
| ------- | ------- | ------- | ------- | ------- |
| 439.436 | 481.493 | 502.964 | 548.723 | 608.836 |